# Panagía Gorgoepíkoös
La Piccola Metropoli ( greco Μικρή Μητρόπολη?, Mikri Mitropoli, la "minuscola cattedrale"), formalmente la chiesa di Sant'Eleuterio (Άγιος Ελευθέριος), o la Panagía Gorgoepíkoös (Παναγία Γοργοεπήκοος, letter. "Panaghia che corrisponde veloce alle grazie"), è un'antica e minuta chiesa bizantina di Atene, situata accanto alla più monumentale cattedrale (Megali Mitropoli, la "Grande Metropoli"), entrambe nell'omonima "piazza delle Metropolitane" o, in breve, "delle Metropoli" (Plateίa Mitropoleos).
Il nome ufficiale completo è "Santa chiesa della Vergine Maria Gorgoepikoos e di Sant'Eleuterio".

## Storia
La chiesa fu costruita sopra le rovine di un tempio precristiano dedicato alla dea Eileithyia. Diverse date sono state proposte in passato per la sua realizzazione, a partire dal IX secolo, sotto l'imperatrice Irene, al XIII secolo. Fino a tempi recenti, l'opinione comune tra gli studiosi, soprattutto in Grecia, lo attribuì al mandato di Michele Coniata, all'inizio del XIII secolo. Tuttavia, la Piccola Metropoli differisce considerevolmente da altre chiese bizantine dello stesso periodo ad Atene, e anche d'altrove; sebbene segua lo schema tipico della croce inscritta, è, in modo univoco, quasi interamente costruito con spolia riutilizzati da edifici di epoche precedenti, che vanno dall'antichità classica al XII secolo, o addirittura al XIII secolo, precludendo così una data di costruzione pregressa a quest'ultimo. Lo storico Bente Kiilerich ha ulteriormente sottolineato che durante la sua visita ad Atene nel 1436, l'antiquario Ciriaco da Ancona menzioni una delle iscrizioni della spolia della chiesa come giacente nell'agorà, cioè lontano dalla sua posizione attuale. Ciò suggerisce che la chiesa fu costruita dopo il 1436. Kiilerich suggerì un momento iniziale dell'era ottomana per la chiesa, forse collegata all'acquisizione dell'antica cattedrale cittadina — la chiesa della Theotókos Athéniotíssa, nel Partenone — da parte dei turchi e la sua conversione in moschea.
Originariamente dedicata alla Panagía Gorgoepíkoös, per via di un'icona miracolosa della Madonna, acquisì il nome di "Piccola Metropoli" perché si trovava entro i confini della residenza del metropolita di Atene. A seguito della Guerra d'indipendenza della Grecia contro il governo ottomano, la chiesa fu abbandonata. Dal 1841 ospitò la biblioteca pubblica di Atene fino al 1863, quando fu riconsacrata come chiesa, prima a Cristo Salvatore, e poi a sant'Eleuterio. Nel 1856 la chiesa fu restaurata riportandola allo stato originario, rimuovendo aggiunte più recenti, come il campanile.

## Descrizione
La chiesa ha una pianta tipicamente bizantina essendo a croce quadra e costituita da tre navate, con quella centrale più alta di quelle laterali. La cupola ottagonale era originariamente sorretta da quattro colonne, ma queste furono sostituite nel XIX secolo da pilastri. È una piccola struttura, lunga solo 7,60 metri (25 piedi) e 12,20 metri (40 piedi) di larghezza. Le pareti sono costruite esclusivamente con marmo di spoglio, composto da muratura non decorata fino all'altezza delle finestre, e poi arricchita da rilievi di vario genere, per un totale di novanta sculture in più; questa caratteristica rende la chiesa unica nell'architettura sacra bizantina. Non sono stati utilizzati mattoni, ad eccezione della cupola, diversamente dall'architettura bizantina contemporanea. Il suo interno era originariamente decorato interamente da affreschi, ma solo due di questi sono rimasti visibili a tutt'oggi: un'immagine della Panagia che è posta sopra l'abside, e un Cristo Pantocratore nella cupola centrale.

### Elenco dei principali rilievi di spoglio
Lato ovest (facciata)
- sopra il portale d'ingresso: quattro lastre raffiguranti sfingi e grifi, che erano originariamente lastre laterali di un fonte bizantino; una delle lastre con il motivo del grifo ha un pendant molto simile sulla facciata della chiesa di San Marco a Venezia[12].
- sopra il portale d'ingresso: fregio antico raffigurante il calendario delle festività attiche con lavori mensili e segni zodiacali. Tra le raffigurazioni mensili, il mese di Ecatombeone è importante, essendo il primo mese dell'anno attico, raffigurato con la carretta navale delle Panatenee con il sacro peplo; questa è l'unica rappresentazione visuale di questa nave nota dalla letteratura. Purtroppo, la rappresentazione è danneggiata da due croci dei Cavalieri di Malta apposte durante gli anni del dominio latino[12].

Lato nord
- bassorilievo raffigurante due anfore con manici e rosette sul corpo, poggiate idealmente su piatti, forse un riferimento all'Eucaristia, con la conseguenza che questa lastra proverrebbe da una chiesa anteriore, possibilmente in questo stesso sito[12].
- bassorilievo funerario greco di epoca post-classica con due donne in lutto[12].
- bassorilievo antico rimaneggiato, al centro del quale è sopravvissuta la rappresentazione di una figura maschile con barba e capelli arruffati, mentre i motivi antichi ai lati sono stati scalpellati via per realizzare due croci[12].
- Ex-voto antichi.

Lato est (retro)
- tre bassorilievi contemporanei al fregio ionico del Partenone[13], raffiguranti una scena di vittoria durante una festa: a) la file attica vincitrice riceve il premio, accanto a un giovane e cavalli che si alzano sulle zampe posteriori, probabilmente sottintendendo una competizione di corsa equina; b-c) una Nike consegna un tripode delfico a una donna vestita con il peplo e, sull'altro lato dell'abside, una scena simile con una consegna di un contenitore[12].
- blocco di marmo con un fregio arcaico: è raffigurato un corteo funebre per i caduti in battaglia[12].
- bassorilievo raffigurante danzatori[12].

Lato sud
- sopra l'ingresso laterale: lastra di rilievo antico, con vari motivi, da sinistra a destra: frutti di papavero, un simbolo nei misteri eleusini; una coppa omphalos; un vaso a due manici con coperchio; un bucranio decorato con festoni[12].
- lastra di fontana bizantina con il motivo di un'aquila che afferra una lepre in corsa[12].
- resti con iscrizione del monumento funerario di Flavius Paramonos, Aelia Abidiane e Eisias (IG II2 7701)